# ꭍ
Cette page contient des caractères spéciaux ou non latins. S’ils s’affichent mal (▯, ?, etc.), consultez la page d’aide Unicode.
ꭍ, appelé ech sur la ligne de base, est une lettre additionnelle latine utilisée dans la transcription phonétique de dialectologie allemande, notamment dans l’Atlas linguistique de la Suisse alémanique (Sprachatlas der Deutschen Schweiz) de Rudolf Hotzenköcherle. Il est aussi été utilisé avec un caron ‹ ꭍ̌ › par Anton Pfalz (de) ou Walter Steinhauser (de).

## Utilisation
L’ech sur la ligne de base est utilisé dans l’Atlas linguistique de la Suisse alémanique pour représenter certaines consonnes entre forte et douce, par exemple ꭍs est entre la consonne forte ʃs la consonne douce s, et ꭍš est entre la consonne forte ʃš la consonne douce š.

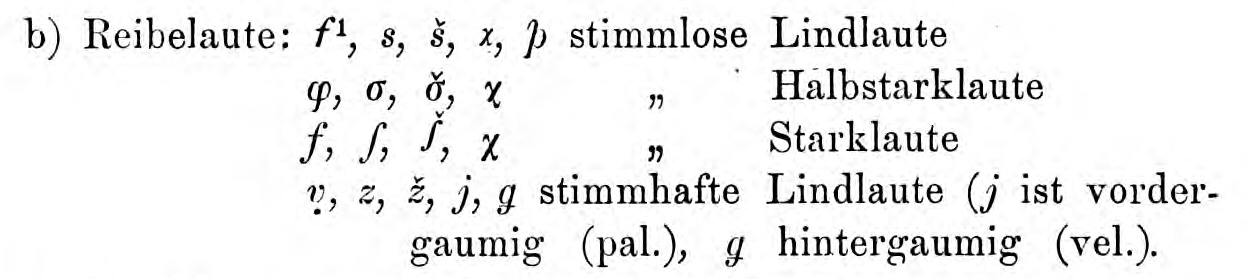
Symboles des consonnes fricatives utilisés par Walter Steinhauser en 1922, dont un ech sur la ligne de base avec caron.

Anton Pfalz ou Walter Steinhauser utilisent l’ech sur la ligne de base uniquement avec le caron  ꭍ̌ pour une consonne fricative forte.

## Représentations informatiques
Le ech sur la ligne de base peut être représenté avec les caractères Unicode (Latin étendu E) suivant :
| formes    | représentations | chaînes de caractères | points de code | descriptions                                     |
| --------- | --------------- | --------------------- | -------------- | ------------------------------------------------ |
| minuscule | ꭍ               | ꭍ                     | U+AB4D         | lettre minuscule latine ech sur la ligne de base |